# Annabel Chong
Annabel Chong (Singapur, 22 de mayo de 1972) es el nombre artístico de Grace Quek (en chino: 郭 盈 恩; y en pinyin: Guō Yíng'ēn), una actriz pornográfica nacionalizada estadounidense. Se hizo famosa después de protagonizar una película para adultos que fue promovida como el más grande gangbang de la Historia, que fue un éxito comercial y sentó las bases para nuevas temáticas en la industria.

## Biografía
Nació y se crio en Singapur en una familia protestante china de clase media. Era la única hija de un matrimonio de maestros. Estudiaba en el instituto Raffles Girls 'School, donde se alistó en el Programa de Educación para Dotados del país y en el Hwa Chong Junior College. Los antiguos maestros y compañeros de clase describieron a Chong como callada, conservadora, inteligente y estudiosa.
Posteriormente se trasladó a Estados Unidos y a Londres, donde estudió Derecho en el King's College con una beca. Mientras estaba en el Reino Unido, Chong viajaba en un tren y conoció a un hombre por el que se sintió atraída, y aceptó tener sexo con él en un callejón. Él trajo a otros hombres, y ella fue violada en grupo y robada en un armario de basura debajo de un bloque de viviendas del centro de la ciudad.
A los 21 años abandonó la facultad de Derecho y se graduó en Fotografía, arte y estudios de género por la Universidad del Sur de California (USC), donde se destacó académicamente. Fue en este período en el que comenzó a trabajar en películas pornográficas.

## Carrera pornográfica
Dado que sus padres no aprobaron su abandono de la escuela de leyes, necesitaba una fuente de ingresos para pagar sus cuotas universitarias. En 1994, comenzó en el porno respondiendo a un anuncio de una agencia de modelos en LA Weekly. Dicha agencia resultó ser una compañía de películas para adultos, lo que condujo a sesiones de fotos y luego a una entrevista con el director pornográfico John T. Bone, quien, reconociendo el talento de Chong, consiguió que se decidiera por probar suerte en la industria.
Debutó como tal a los 22 años de edad, embarcándose en la producción de una serie de películas protagonizadas por ella, siendo la principal protagonista de las películas paródicas Sordid Stories - With the Pink Stiletto, Sgt. Pecker's Lonely Heart's Club Gangbang y I Can't Believe I Did the Whole Team. El mismo año de su debut apareció estilizada como su personaje en Sordid Stories en la tienda de cómics Golden Apple de San Francisco.
Como actriz, Chong participó en películas de productoras como Metro, Elegant Angel, Zane, Fantastic Pictures, Extreme Productions, Ed Powers, Soho, 4 Play, Pleasure, Hollywood Video, Gen XXX o Bizarre Video, entre otras.
Un año después de su debut, Chong grabó su primera triple penetración en XXX. No obstante, el gran papel por el que sería conocido dentro y fuera de la industria pornográfica le llegaría algo más tarde, cuando salió en los medios de comunicación publicitándose y buscando 300 participantes hombres para una gran escena de sexo jamás antes grabada en el cine. A la cita acudieron finalmente 251 hombres, que tuvieron relaciones sexuales por una duración de 10 horas con Annabel Chong, lo que quedó como la escena de gangbang más grande jamás rodada, y que sería superada en 1996 por Jasmin St. Claire.
Fue nominada en tres ocasiones en los Premios AVN. En los años 1995 y 1996, consecutivamente y por la misma temática de Mejor escena escandalosa de sexo, por sus trabajos Annabel Chong Anal Queen y What's a Nice Girl Like You Doing in an Anal Movie?, respectivamente. Repetiría en el año 2000, ahora en la categoría de Mejor escena de sexo lésbico en grupo por Poison Candy.

## Vida posterior
Después del evento, Chong hizo una serie de apariciones en medios como The Jerry Springer Show y The Girlie Show. La presentadora singapurense Loretta Chen vio el trabajo de Chong en la pornografía como un intento de desafiar las nociones establecidas y las suposiciones de los espectadores sobre la sexualidad femenina y los límites de género, pero sus declaraciones, ocurridas tras la polémica escena, no se tomaron lo suficientemente en serio. Su concepción de un gangbang se basó en el ejemplo de Mesalina, esposa del emperador romano Claudio. Históricamente, Mesalina padecía una mala reputación, un hecho que algunos atribuyeron (al menos en parte) al sesgo de género. Según Chong, ella trató de cuestionar el doble rasero que niega a las mujeres la capacidad de exhibir la misma sexualidad que los hombres, al modelar lo que sería un "semental" femenino.
La sensación llamó la atención del estudiante universitario de cine Gough Lewis. Conoció a Chong y se dispuso a producir un documental sobre ella. La película, Sex: The Annabel Chong Story, estrenada en 1999, incluye imágenes del gangbang y sus apariciones publicitarias posteriores; exploraba los motivos de Chong, se visitaba el sitio de su violación y se describía una conversación dolorosa en Singapur entre Chong y su madre, que no conocía la carrera porno de su hija antes. Dirigida por Lewis y contó con la participación, además de la propia Chong, de Al Goldstein, Ron Jeremy y Seymore Butts. En la película, Chong declaró que tenía la intención de que fuese el gangbang más grande del mundo y que desafiara "la noción de la mujer como objeto sexual pasivo". El documental impulsó a Chong a los medios de comunicación mundiales, ya que se convirtió en un éxito en el Festival de Cine de Sundance de 1999, donde fue nominado para un Gran Premio del Jurado.
Chong continuó trabajando en la industria para adultos por un corto tiempo después de que salió el documental, dirigiendo y protagonizando películas, así como creando un sitio web. En 2000 dirigió y protagonizó la película de gangbang Pornomancer, su versión de la novela Neuromante de William Gibson. Después del 2000, dejó de aparecer en los videos para adultos, concentrándose en la producción de contenido para su sitio web y apareciendo en algunos videos BDSM.
En 2003 se retiró por completo de la pornografía, con un total de 68 películas grabadas como actriz. Decidió apartarse de su faceta como actriz, reconocida por sus escenas, y pasar página para dedicarse a otras facetas. En 2008 se asentó en California, donde comenzó a trabajar como desarrolladora web. En 2011 la revista Complex la ubicó en el puesto 41 en su lista de "Las 50 mejores estrellas porno asiáticas más calientes de todos los tiempos".

## Premios y nominaciones
| Año  | Ceremonia   | Resultado | Premio                                | Trabajo                                             |
| ---- | ----------- | --------- | ------------------------------------- | --------------------------------------------------- |
| 1995 | Premios AVN | Nominada  | Mejor escena escandalosa de sexo      | Annabel Chong Anal Queen                            |
| 1996 | Premios AVN | Nominada  | Mejor escena escandalosa de sexo      | What's a Nice Girl Like You Doing in an Anal Movie? |
| 2000 | Premios AVN | Nominada  | Mejor escena de sexo lésbico en grupo | Poison Candy                                        |